# بن (ترانه)
«بن» (به انگلیسی: Ben) تک‌آهنگی شماره یک نوشتهٔ دان بلک و والتر شارف با خوانندگی مایکل جکسون است . این تک‌آهنگ در سال ۱۹۷۲ توسط موتاون منتشر شد. این تک‌آهنگ برای موسیقی متن فیلمی با همین نام در سال ۱۹۷۲ ضبط شد . مدتی بعد این تک‌آهنگ با آلبوم بن منتشر شد.
این ترانه نامزد یک جایزهٔ اسکار در سال ۱۹۷۳ شد. جکسون همچنین این ترانه را در مراسم اسکار همان سال اجرا کرد.